# Jim Thorpe

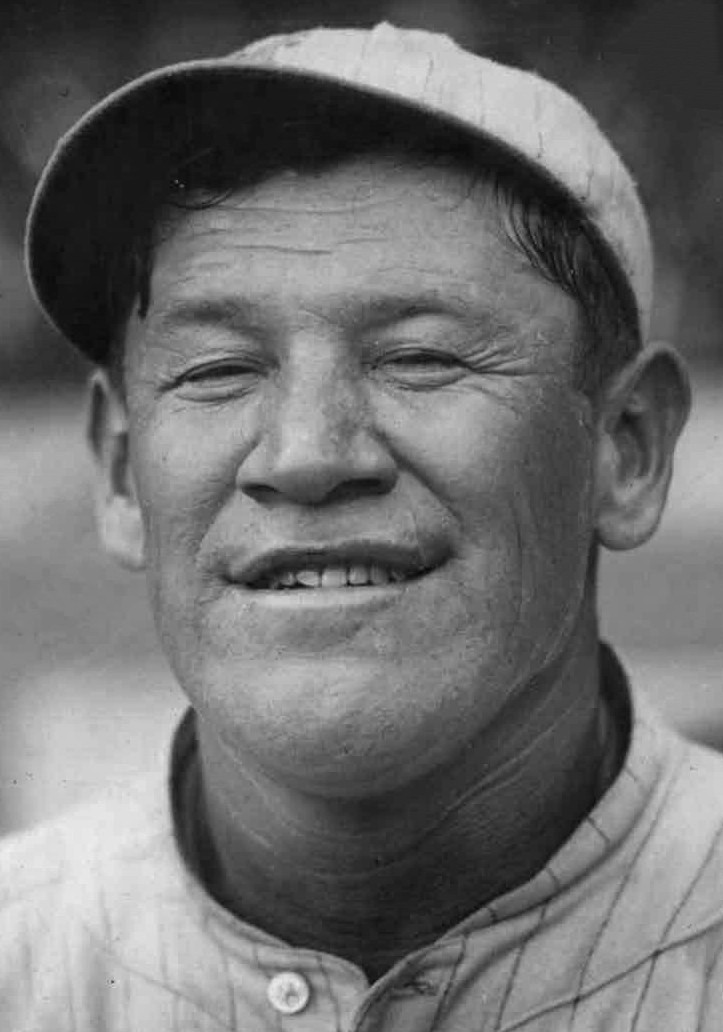
Jim Thorpe 1914

James Francis (Jim) Thorpe (Bellemont (Oklahoma), 28 mei 1887 – Lomita (Californië), 28 maart 1953) was een veelzijdig Amerikaans sportman. Hij was van Indiaanse komaf en zijn Indiaanse naam luidde Wa-Tho-Huk, hetgeen Lichtend Pad betekent. Hij werd olympisch kampioen op de vijfkamp en de tienkamp bij de Olympische Spelen van 1912 in Stockholm en blonk hiernaast uit in honkbal en American football. Sommige getuigen beweren zelfs, dat hij nog in minstens tien andere sporten uitblonk, waaronder golf, tennis, hockey, gymnastiek, basketbal, zwemmen, boksen en worstelen.

## Biografie

### Familie
Thorpe werd geboren in het reservaat van de Sac en Fox-indianen, en kreeg als Indiaanse naam Wha-Tho-Huck (‘Verlicht Pad’), omdat de zon het pad naar het huis verlichtte tijdens zijn geboorte. Zijn vader, Hiram Thorpe, had een Ierse vader en een Indiaanse moeder. Zijn moeder, Charlotte Vieux, had een Franse vader en een Indiaanse moeder. Op achtjarige leeftijd overleed zijn tweelingbroer Charlie aan een longontsteking. Jim Thorpe kon hiermee moeilijk overweg en liep een aantal maal weg van school. Toen twee jaar later zijn moeder overleed, raakte hij in een depressie. Hij liep van huis weg, nadat hij een aantal malen ruzie had gekregen met zijn vader en ging bij een paardenranch werken.
Er wordt gezegd dat hij in 1907 met atletiek begon doordat hij een paar jongens op straat had zien hoogspringen. Nadat deze jongens hadden gefaald, sprong hij in zijn gewone kleding spontaan over 1,75 m.

### 'Dank u, koning!'
De veelzijdigheid van Thorpe kwam op de Spelen in Stockholm volledig tot zijn recht. In totaal nam hij er deel aan niet minder dan 17 onderdelen. Eerst de vijfkamp op 7 juli, daarna de tienkamp, die drie dagen duurde vanwege het grote aantal deelnemers (21) en ten slotte twee individuele nummers: hoogspringen (vierde met 1,87 m) en verspringen (zevende met 6,89 m). De vijf- en de tienkamp won hij met overmacht, waarbij hij zijn tegenstanders declasseerde. Opvallend detail was dat op de vijfkamp zijn landgenoot Avery Brundage, de latere voorzitter van het IOC, tot zijn tegenstanders behoorde. Op de tienkamp nam Thorpe het rechtstreeks op tegen de regerende wereldrecordhouder, de Zweed Hugo Wieslander, die het wereldrecord op 7244 punten had gebracht. Thorpe verpulverde deze score en bracht het record op 8412 punten. Algemeen werd de prestatie van de Indiaan als fenomenaal beschouwd. Thorpe was voor altijd een held. Bij de prijsuitreiking verkondigde de Zweedse koning Gustaaf V dan ook op plechtige toon: ‘u bent de grootste atleet ter wereld!’ Een koninklijke, geheel spontane hommage die een blijk van grote bewondering was voor de Amerikaanse atleet die, overmand door emoties, slechts: 'Dank u, koning!' wist te stamelen.
Terug in de Verenigde Staten werd Jim Thorpe in New York in een open limousine over Fifth Avenue gereden, terwijl een miljoen mensen hem hulde brachten. President Taft prees hem als 'waardevolste type van de Amerikaanse burgers'.

### Olympische medailles en titels ontnomen
Op 20 januari 1913 publiceert de krant Discovery, dat Thorpe indertijd op Carlisle Indian School honkbal speelde en zich daarvoor zou hebben laten betalen. Als Thorpe, die zich van geen kwaad bewust is, toegeeft dat hij in 1909 en 1910 25 dollar per week had gekregen, zien diegenen die het reeds moeilijk hadden met zijn huidskleur en zijn 'twijfelachtige' afkomst, hun kans schoon. Hij is geen zuivere amateur en had dus niet aan de Spelen van 1912 mogen deelnemen.
Thorpe bekent, maar vraagt vergeving. Hij had nooit geld gekregen voor zijn prestaties als atleet. Op 27 januari reageert het Olympisch Comité: het ontneemt hem zijn titels, records en medailles. Daarna stromen de aanbiedingen van profclubs toe: Thorpe ondertekent een eerste contract bij de New York Giants, een Americanfootballteam. Hij speelt ook honkbal voor de Cincinnati Reds, tot 1919. Tegelijk is hij ook professioneel voetballer, van 1915 tot 1928.

### Eerherstel
In 1943 kwam een beweging op gang om Thorpe in ere te herstellen. Temeer daar intussen was gebleken, dat de officiële regels in deze zaak niet waren gevolgd, aangezien alle klachten binnen dertig dagen na afloop van de Spelen hadden moeten zijn ingediend. Dat was in het geval van Thorpe niet gebeurd. Het IOC blokkeerde echter jarenlang elke poging tot rehabilitatie. Ironisch genoeg was het Thorpes vroegere land- en teamgenoot op de Spelen van 1912, Avery Brundage, van 1952 tot ver in 1972 IOC-voorzitter, die sympathiek had kunnen staan tegenover de vele initiatieven tot eerherstel van Thorpe, maar deze voortdurend hardnekkig naast zich neerlegde.
Jim Thorpe zou de afloop hiervan zelf niet meer meemaken. Na zijn sportloopbaan was hij bijrolletjes in films gaan spelen, maar alcoholproblemen veroorzaakten dat hij baantjes nooit lang wist aan te houden. Op 28 maart 1953 overleed hij straatarm aan de gevolgen van een hartaanval.
Pas op 13 oktober 1982 liet het IOC, waar Brundage in 1972 door de meer verlichte Lord Killanin als voorzitter was opgevolgd, officieel profs toe en kreeg Thorpe zijn plaats op de erelijst terug. Op 18 januari 1983 werden replica’s van zijn gouden medailles door de toenmalige IOC-voorzitter Juan Antonio Samaranch aan zijn kinderen teruggeschonken.
In juli 2022, dat is 110 jaren na zijn overwinning, besloot het IOC ook de overwinningstitel op de vijfkamp en de tienkamp van de Olympische Spelen in Stockholm (1912) van Thorpe alsnog officieel te herstellen. De nakomelingen van de Zweed Hugo Wieslander stemden hiermee in.

### Film
Het levensverhaal van Thorpe werd in 1951 verfilmd in Jim Thorpe--All-American met Burt Lancaster in de hoofdrol en geregisseerd door Michael Curtiz, de regisseur van Casablanca. Hoewel Thorpe als adviseur voor de film was aangetrokken, kreeg hij geen geld voor zijn inbreng, aangezien hij zijn filmrechten al in 1931 voor 1500 dollar aan MGM had verkocht.

## Titels
- Olympisch kampioen vijfkamp - 1912
- Olympisch kampioen tienkamp - 1912

## Persoonlijke records
| Onderdeel    | Prestatie | Jaar |
| ------------ | --------- | ---- |
| hoogspringen | 1,956 m   | 1912 |
| verspringen  | 7,16 m    | 1909 |
| tienkamp     | 8412 p    | 1912 |

## Palmares

### hoogspringen
- 1912: 4e OS - 1,87 m

### verspringen
- 1912: 7e OS - 6,89 m

### vijfkamp
- 1912:  OS - 7 p

### tienkamp
- 1912:  OS - 8412,955 p (WR)

1904: Tom Kiely ·
1912: Jim Thorpe ·
1920: Helge Løvland ·
1924: Harold Osborn ·
1928: Paavo Yrjölä ·
1932: James Bausch ·
1936: Glenn Morris ·
1948: Bob Mathias ·
1952: Bob Mathias ·
1956: Milt Campbell ·
1960: Rafer Johnson ·
1964: Willi Holdorf ·
1968: Bill Toomey ·
1972: Nikolaj Avilov ·
1976: Bruce Jenner ·
1980: Daley Thompson ·
1984: Daley Thompson ·
1988: Christian Schenk ·
1992: Robert Změlík ·
1996: Dan O'Brien ·
2000: Erki Nool ·
2004: Roman Šebrle ·
2008: Bryan Clay ·
2012: Ashton Eaton ·
2016: Ashton Eaton ·
2020: Damian Warner ·
2024: Markus Rooth
- Bibliothèque nationale de France: cb149758484 (data)
- Gemeinsame Normdatei: 12224088X
- International Standard Name Identifier: 0000 0000 2410 5553
- Library of Congress Control Number: n79117906
- National Archives and Records Administration: 10581532
- Bibliotheek van het Japanse parlement: 00709304
- Nationale Bibliotheek van Israël: 987007528651105171
- SNAC: w6553d6w
- Virtual International Authority File: 8264133
- WorldCat: E39PBJp9pH3HqQfRy3jCBH7yh3